# شاهین جنگلی خط‌دار
شاهین جنگلی خط‌دار (نام علمی: Micrastur gilvicollis) یک گونه از پرندگان شکاری از خانواده شاهینان است. این گونه بومی جنگل‌های نمناک در غرب و شمال حوضه آمازون است. جمعیت‌های یافت‌شده در حوضه جنوب شرق آمازون (جنوب رودخانه آمازون و شرق رودخانه مادیرا) در گذشته در این گونه قرار داشتند، اما در سال ۲۰۰۳ به عنوان گونه جدیدی به نام شاهین جنگلی پنهانگر توصیف شدند. آنها به همراه شاهین جنگلی سربی نمونه‌ای از گونه‌های پنهان هستند. در حالی که بالغان هر سه گونه دارای پوست چهره و نرمه بینی نارنجی مایل به قرمز تیره هستند که آنها را از شاهین جنگلی نواری هم‌جای جدا می‌کند، فقط شاهین جنگلی خط‌دار دارای دو نوار سفید در دم (علاوه بر یک نوار سفید باریک در لبه دم) است. این گونه توسط IUCN به عنوان گونه‌ای که کمترین نگرانی را دارد، فهرست شده‌است، که نشان می‌دهد جمعیت آن در حال کاهش نیست.